# 아우구스토 랑고네
아우구스토 랑고네(이탈리아어: Augusto Rangone; 1885년 12월 11일, 피에몬테 주 알레산드리아 ~ 1970년 12월 4일, 피에몬테 주 알레산드리아)는 이탈리아의 전 축구 감독, 스포츠 단장 겸 기자였다.

## 경력
랑고네는 알레산드리아 출신으로, 1912년 알레산드리아의 구단 창립 일원이었으며, 재정담당, 단장, 감독진 일원,(1925-26 시즌에는 베이시 아르파드 감독을 보좌) 그리고 감독을 맡았다.
그는 심판도 맡아 나치오날레 이탈리아나에서 심판일도 수행했다. 그는 기술위원회장으로 이탈리아 국가대표팀 감독을 이끌었고, 암스테르담에서 열린 1928년 하계 올림픽에서 동메달을 목에 걸었다. 막강한 당대 최강 우루과이와의 준결승전에서 2-3으로 석패한 이탈리아는 이집트를 역사적인 11-3 대승으로 마무리했다. 그는 비토리오 포초와 함께 1927-30년 중부 유럽 선수권 대회에서도 선수단을 지휘했다.
그는 기자로 종사하면서 1930년대에 알레산드리아 감독직을 맡았고, 격주로 "정보"(L'informatore)지에 지역사와 문화 관련글을 기고했다.
이탈리아 축구 연맹(FIGC)는 1949년에 "이탈리아 축구 개척가상"을 수상했다.

## 참고 문헌
- Ugo Boccassi, Enrico Dericci, Marcello Marcellini (1973). 《Alessandria U.S.: 60 anni》. G.E.P.
- Alberto Ballerino (2006). 《Anni rimossi. Intellettuali, cinema e teatro ad Alessandria dal 1925 al 1943》. Le Mani.
- Baccani (1913). 《Annuario Italiano del Football 1913-14》. De Agostini. 102 (elenco degli arbitri di Alessandria)쪽.
- Alfredo Corinti. 《Storia del Calcio - I Campionati del 1913-1914》. Lulu.com. senza numero di pagina (l'autore non li ha scritti), arbitri nei tabellini di campionato쪽.
- Carlo Fontanelli (settembre 2003). 《Il calcio e la grande guerra - Vinta dal Milan la Coppa Federale 1916》. Geo Edizioni S.r.l. nelle partite da lui arbitrate.
- Baccani (1914). 《Annuario Italiano del Football 1914-15》. De Agostini. da 110 (elenco degli arbitri di Alessandria)쪽.
- 《La gazzetta dello sport, articolo "Elenco Generale Arbitri Ufficiali della F.I.G.C." in "arbitri a disposizione del C.R. Piemontese"》. articolo pubblicato il 20 novembre 1919.